# Tomás Berreta
Tomás Berreta Gandolfo (Montevideo, 22. studenog 1875. – Montevideo, 2. kolovoza 1947.) bio je predsjednik Urugvaja samo pet mjeseci do smrti 1947. godine. 

## Životopis
Budući da je bio aktivan u stranci u Koloradu od 1896. godine, dugi niz godina bio je aktivan u lokalnoj politici i služio je kao gradonačelnik Canelonesa u ranom dijelu 20. stoljeća. 
Obnašao je dužnost predsjednika Senata Urugvaja 1943. Kasnije je služio u vladi predsjednika Juana Joséa de Amézaga. 

## Mandat
Berreta je inauguriran 1. ožujka 1947. S obzirom na to da je bio vojnik, Berreta je zaslužen za osnivanje vojne srednje škole u Montevideu. Tijekom svog kratkog mandata, predsjednica Berreta imao je priliku susresti se američkom predsjedniku Harryju S. Trumanu u Washington, DC. 
Berreta je umro pet mjeseci kasnije, 2. kolovoza 1947. od raka prostate, a naslijedio ga je Luis Batlle Berres koji je bio potpredsjednik. 